# إرقاء

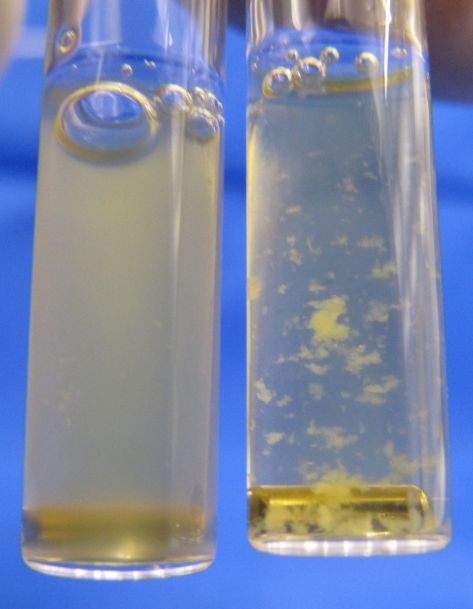

الإرقاء (باللاتينية: haemostasis) هو وقف نزف الدم بتحويله من سائل إلى صلب. تشتمل مهمة الإرقاء على ثلاث عمليات.عندما يجرح الوعاء الدموي تبدأ أولى هذه العمليات وهي انقباض الوعاء الدموي وتضيقه مما يقلص فقد الدم. وسوف يتولى الكولاجين أو البروتين الصمغي (الذي يعمل كالصمغ) بتقييد الصفائح الدموية لسد محل الجرح.تقوم الصفائح بعد ذلك بالشروع في العملية الثانية وهي التفتق (أو التحبب) والتي تتولى إفراز حبيبات هيولى[ ؟ ].
تحوي هذه الحبيبات على ثلاثة مواد، الأولى السيروتونين وهو مضيق للأوعية، الثانية هو أدينوسين ثنائي الفوسفات ADP (بالإنجليزية: Adenosine diphosphate)‏ والتي تقيد مزيدا من الصفائح الدموية والثالثة والأخيرة هي مادة الثرومبكسان أ-2 والتي تراكم الصفائح الدموية فوق بعضها البعض وتحفزها على معاودة التحبب والتضييق أكثر فأكثر.
فيتشكل بالنهاية ما يعرف بالتغذية الرجعية تكرر التحبب والافرار كرة تلو الكرة حتى يتشكل في النهاية سد من الصفائح الدموية.
آخر هذه العمليات الثلاث هي التخثر. في البدء، يقوم النسيج المجروح بافراز العامل الثالث والذي يتعاون مع شارد الكالسيوم ويقومان بتشيط العامل السابع الذي يبدأ ترميم النسيج من الخارج.بينما من الداخل تقوم الصفائح الدموية التي تسد الجرح بافراز العامل الثاني عشر الذي ينشط العامل الحادي عشر،وبذلك يبدأ العمل من الداخل.حينها سيقوم العاملان النشطان 3 و11 بتنفيذ مهام متتالية تؤدي في نهاية المطاف إلى تنشيط العامل العاشر.
سيقوم الجمع المكون من العمال 3 و7 و10 وشوارد الكالسيوم مع عامل بروثرومبين الصفائح (بالإنجليزية: platelet thromboplastic factor)‏ PF3 بتنشيط البروثومبين والذي يحول البروثرومبين إلى ثرومبين.يقوم الثرومبين بتحويل الفيبرينوجين إلى فيبرين.يتولى الفيبرين صناعة شبكة، لكن الشبكة تظل هزيلة وتعتاز إلى العامل الثاني عشر لتربيطها وتقويتها بمجموعة من الألياف[ ؟ ]. تبدأ بذلك خلايا دم الحمراء والصفائح الدموية بالوقوع في شبكة الألياف.وعلى تشكل الجلطة الدموية ويترمم الجرح ويردم.